# Magnesiumsulfiet
Magnesiumsulfiet is het magnesiumzout van zwaveligzuur, met als brutoformule MgSO3. De stof komt voor als hygroscopische vaste stof, die slecht oplosbaar is in water. Door toevoegen van magnesiumsulfaat wordt de oplosbaarheid verhoogd.
Magnesiumsulfiet komt meestal voor als hexahydraat. Wanneer dit hexahydraat wordt verwarmd boven 40°C, dan verliest het 3 moleculen kristalwater en vormt het een trihydraat.